# Fontaine-lès-Croisilles
Fontaine-lès-Croisilles ist eine französische Gemeinde im Département Pas-de-Calais in der Region Hauts-de-France. Sie gehört zum Kanton Bapaume im Arrondissement Arras. 

## Lage
Die Gemeinde Fontaine-lès-Croisilles liegt am Südostrand des Artois an der oberen Sensée, 13 Kilometer südöstlich der Innenstadt von Arras. Durch die Gemeinde verlaufen die Autoroute A1 und parallel dazu die Eisenbahn-Hochgeschwindigkeitsstrecke LGV Nord. Nachbargemeinden von Fontaine-lès-Croisilles sind Chérisy im Norden, Hendecourt-lès-Cagnicourt im Osten, Bullecourt im Südosten, Croisilles im Südwesten sowie Héninel im Nordwesten.

## Bevölkerungsentwicklung
| Jahr                       | 1962 | 1968 | 1975 | 1982 | 1990 | 1999 | 2006 | 2013 | 2022 |
| -------------------------- | ---- | ---- | ---- | ---- | ---- | ---- | ---- | ---- | ---- |
| Einwohner                  | 255  | 235  | 222  | 228  | 238  | 257  | 283  | 287  | 259  |
| Quellen: Cassini und INSEE |      |      |      |      |      |      |      |      |      |

## Sehenswürdigkeiten

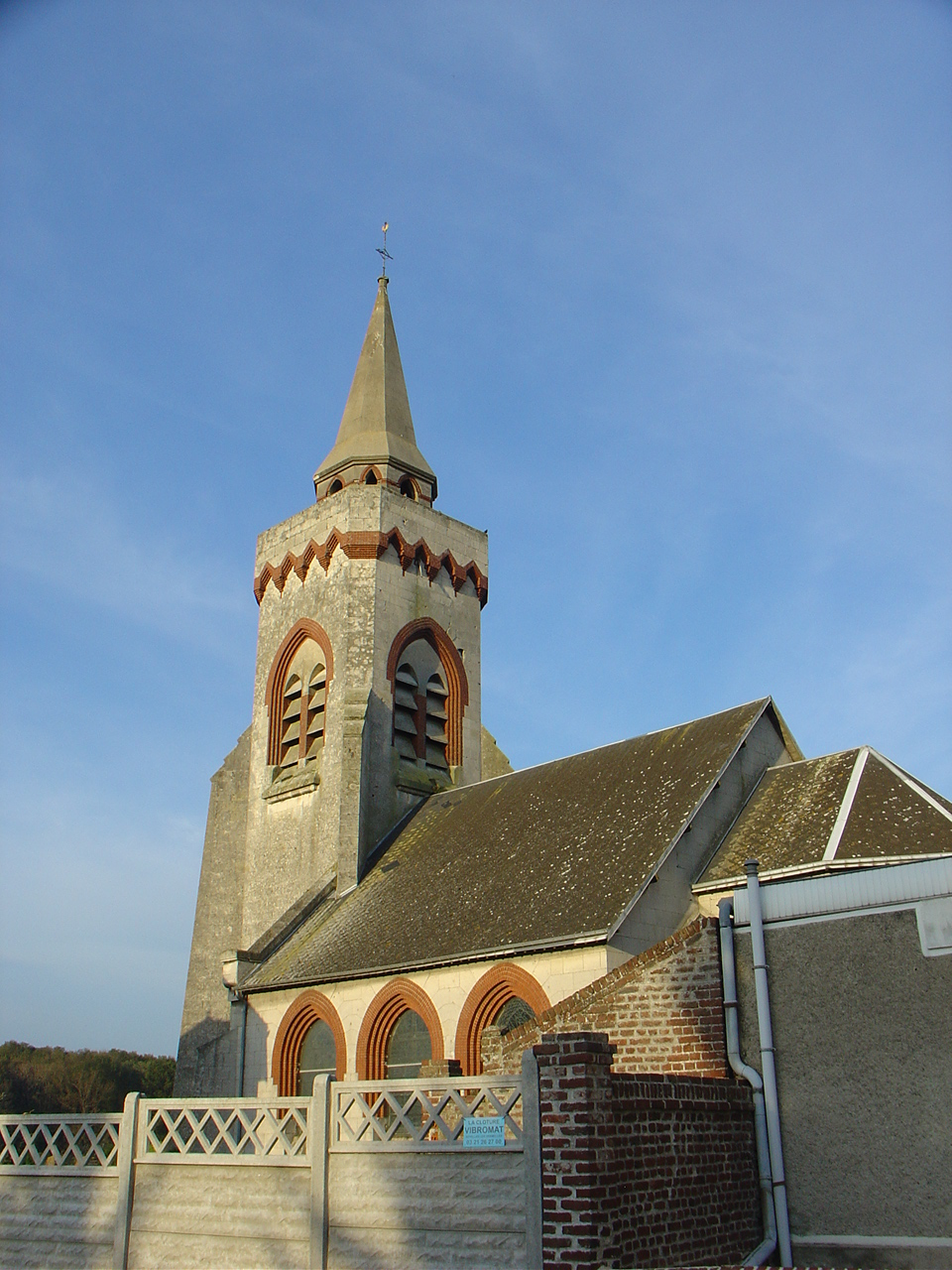
Kirche Saint-Maurice
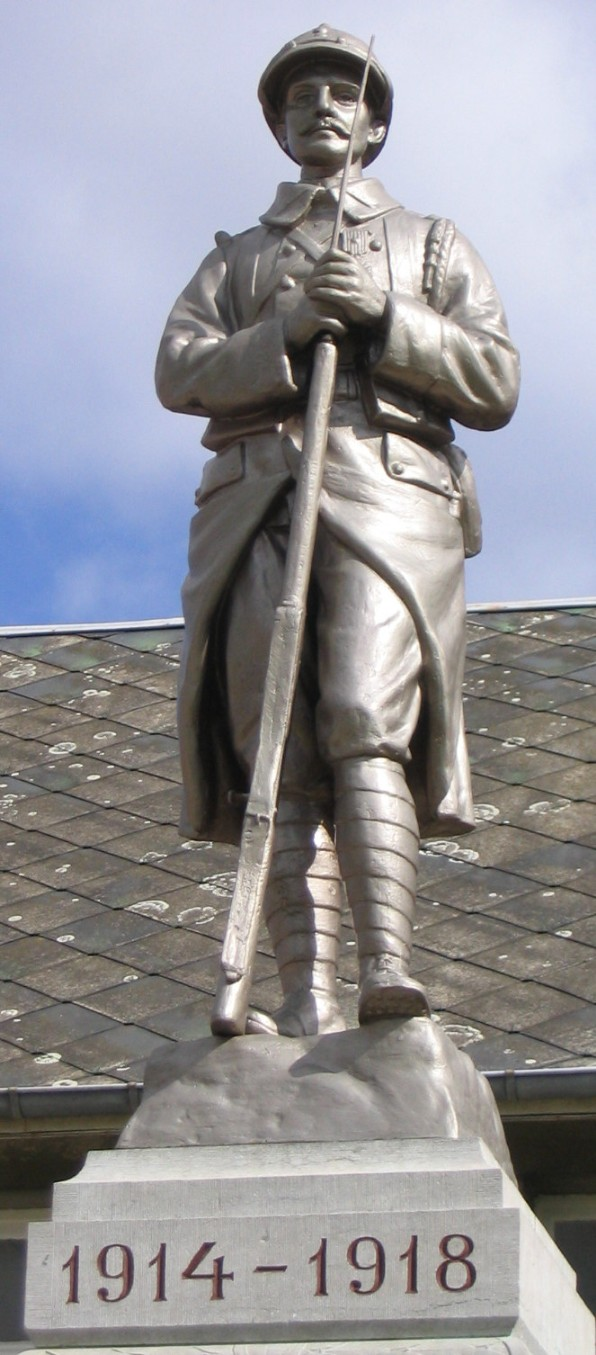
zwei britische Soldatenfriedhöfe

- Kirche Saint-Maurice
- Gefallenendenkmal